# Антоновский (Ростовская область)
Анто́новский — хутор в Шолоховском районе Ростовской области России.
Входит в состав Терновского сельского поселения.

## География
Расстояние до районного центра с учётом доступа транспортом — 32 км.

## Население
| 2010 |
| ---- |
| 7    |

## Улицы
На хуторе имеется одна улица — Песочная.